# Sagina

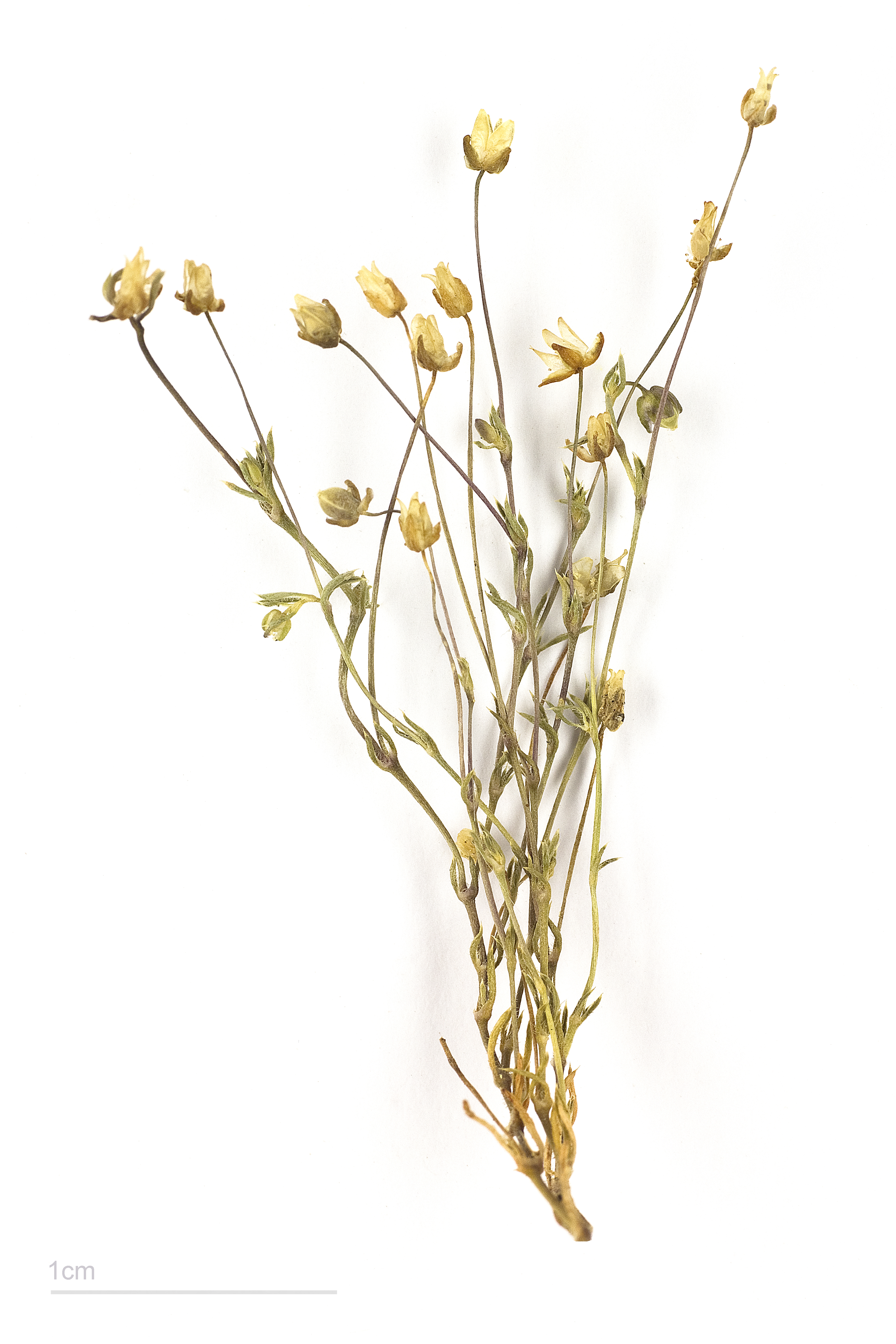
Sagina apetala

Sagina es un género  de plantas  pertenecientes a la familia Caryophyllaceae. Son nativas de las regiones templadas del Hemisferio Norte, extendiéndose al sur a las montañas tropicales a grandes altitudes en el ecuador de África. Comprende 127 especies descritas y   de estas, solo 19 aceptadas.

## Descripción
Son pequeñas plantas herbáceas caducas o perennes, erectas o postradas, que alcanzan  5–15 cm de altura o ancho. Las hojas son opuestas, a menudo agrupadas, simples lineales de 5-20  mm de longitud. Las flores son solitarias o en pequeñas cimas, con 5 sépalos verdes y 5 pétalos blancos; el tamaño relativo de los pétalos con los sépalos es un motivo de identificación. El fruto es una pequeña cápsula conteniendo varias semillas.

## Taxonomía
El género fue descrito por Carlos Linneo y publicado en Species Plantarum 1: 128. 1753.  La especie tipo es: Sagina procumbens L. 

## Especies
| - Sagina abyssinica - Sagina afroalpina - Sagina apetala - Sagina boydii - Sagina brachysepala - Sagina caespitosa - Sagina decumbens - Sagina glabra - Sagina japonica - Sagina maritima | - Sagina maxima - Sagina melitensis - Sagina muscosa - Sagina nivalis - Sagina nodosa - Sagina pilifera - Sagina procumbens - Sagina sabuletorum - Sagina saginoides - Sagina subulata |

Sources: